# Qarmaq

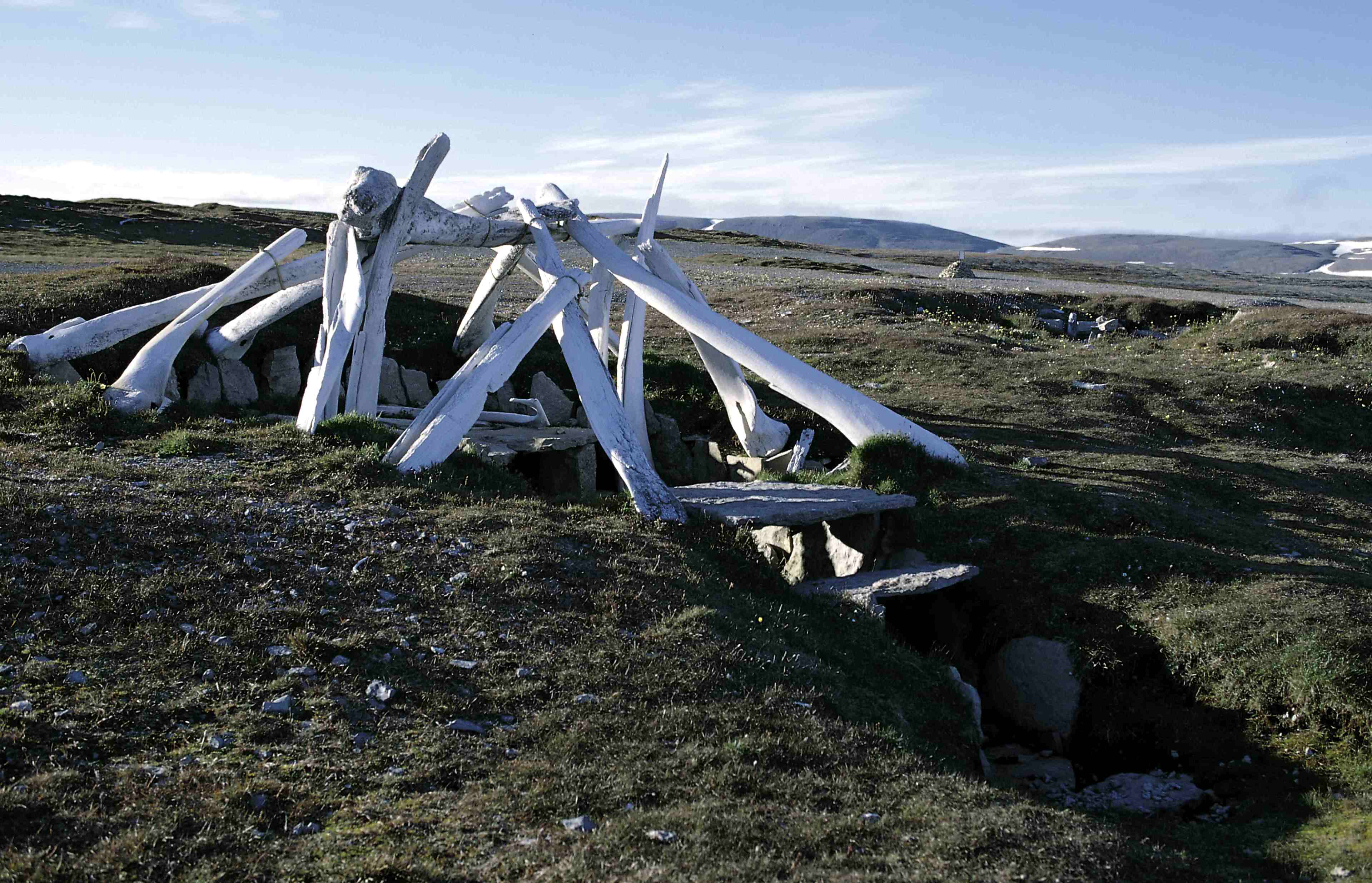
Qarmaq mit rekonstruiertem Wal-Knochen-Dach nahe Resolute Bay

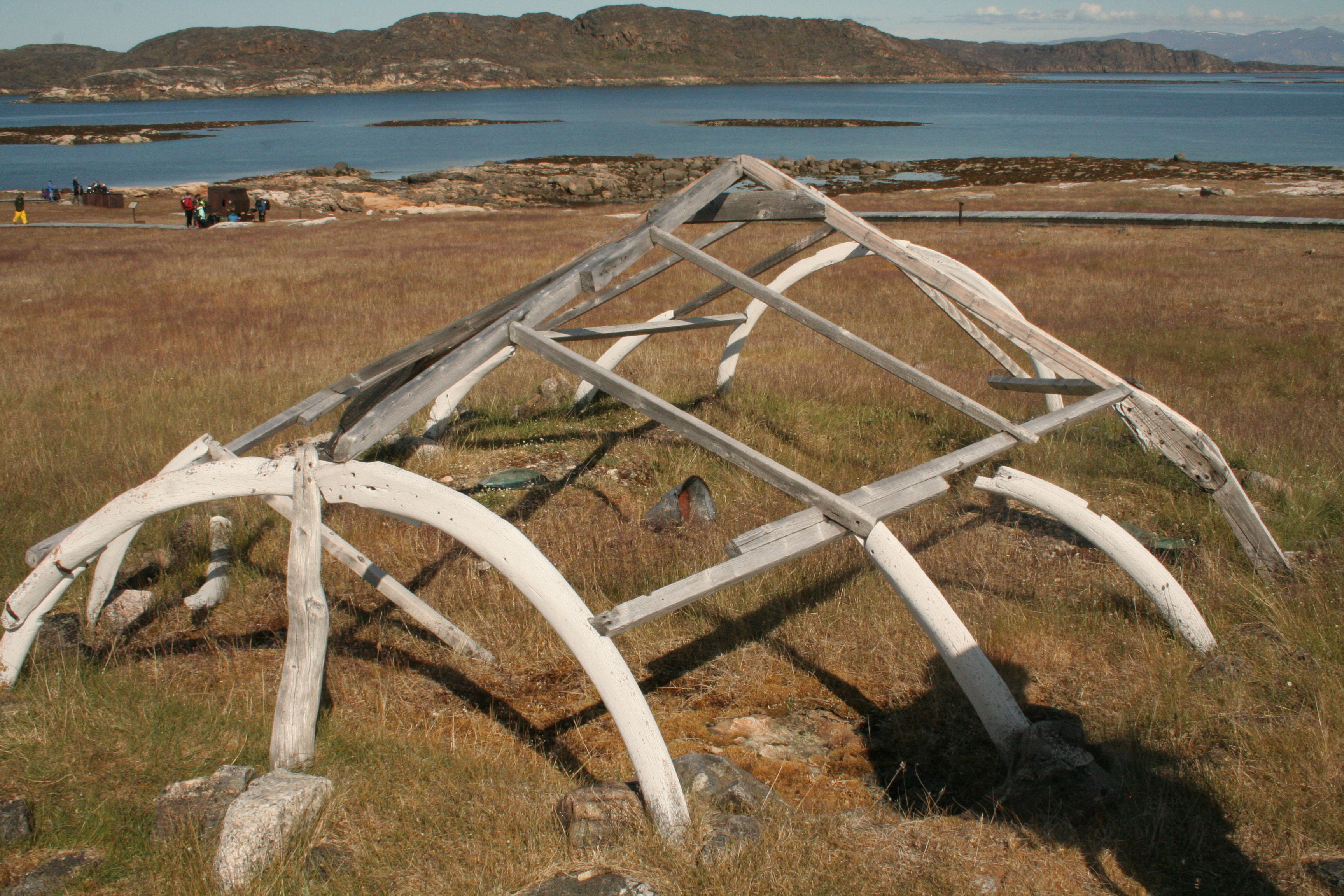
Rahmen eines Qarmaq in Pangnirtung

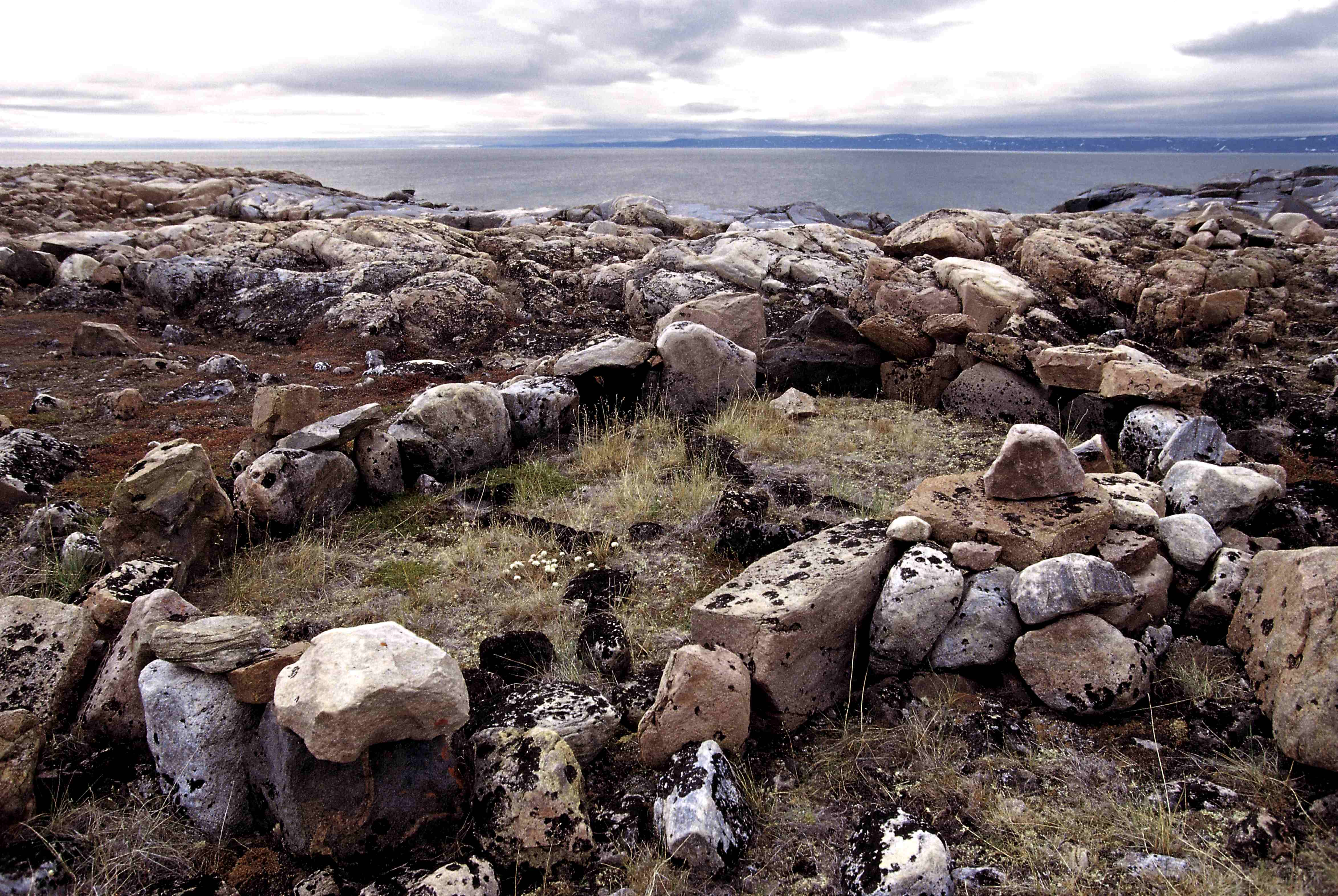
Relikte eines Thule-Qarmaq (Ukkusiksalik-Nationalpark)

Als Qarmaq bezeichnete Erd- oder Grassodenhütte diente den Eskimos bis in die 1950er-Jahre überwiegend während der kalten Jahreszeit als Unterkunft. Man gab dem Qarmaq meist den Vorzug, wohnte im Winter, besonders auf Reisen, jedoch häufig in einem Iglu (Schneehaus). Im Sommer wohnten die Eskimos in Zelten aus Tierhaut oder Leinwand:
Der Bau eines Qarmaq begann in der Regel Anfang August. Wie beim Grubenhaus wurde zunächst eine Vertiefung im Boden angelegt und ein überdachender Rahmen aufgebaut, groß genug für eine Familie. Mangels Holz wurden meist Knochen, vorzugsweise Walknochen eingesetzt. Vor dem Bezug wurden Felle bzw. Segeltuch über den Rahmen gespannt. Dieses wurde mit trockenem Moos aus der Tundra belegt. Danach wurde eine zweite Zeltbahn über die Moosauflage gedeckt und am Rahmen befestigt. Winterschnee, von den Männern mit langen Schneemessern in Blöcke geschnitten, gab zusätzlichen Schutz.
Die äußere Umhüllung war nicht nur Witterungseinflüssen ausgesetzt, sondern wurde gelegentlich von Raubtieren angenagt. Da Segeltuch verhältnismäßig schwer zu beschaffen war, musste es ohne Rücksicht auf die Witterungsverhältnisse repariert werden. Im Gegensatz dazu überstand der Rahmen in der Regel den Sommer und konnte vor dem nächsten Herbst wieder frisch bezogen werden.
Das Innere des Qarmaqs wurde von der Flamme des Qulliq, einer mit Moosdocht und Robbenöl betriebenen steinernen Lampenschale, beleuchtet und gewärmt. Im hinteren Teil befand sich der leicht erhöht gelegene mit Karibufellen gepolsterte Schlafplatz.